# 捍联总
捍卫革命三结合联合总指挥部，简称捍联总，又称山上派。是1967年4月在潘复生支持下，哈工大、省直机关造反派成立的与“炮轰派”对立的组织。此后“捍”“炮”两派的斗争遍及全省，大规模武斗不断发生。直到1967年9月，周恩来召集“捍联总”、“炮轰派”的代表到北京谈判，12月，达成实现大联合的《十二条协议》。

## 相关事件
1967年1月31日，哈工大造反派开展形势讨论会议时，潘复生调动1万多人，围攻哈工大主楼，造成工大造反团分裂。
事后，黑龙江大学、哈军工、体育学院红色造反团又因赵去非进革委会问题相继分裂为两派。；支持赵去非的成员组成捍卫革命三结合总指挥部，即捍联总。反对赵去非进革委会的一派成立炮轰联络站（简称炮轰派）（史称一·三一事件）。
1967年6月9日，捍联总调动2000多人冲入哈军工院内，经过激烈争夺，夺了炮轰派掌握的学院革委会领导权。
1967年6月21日，捍联总、炮轰派两派组织在哈尔滨建筑工程学院大楼发生武斗，造成20余人受伤。
1967年8月28日，捍联总同炮轰派在松江罐头厂发生武斗，造成9人死亡，6人受伤。
1967年10月6日，捍联总在市工人红色造反者总司令部指挥下，进攻哈尔滨师范学院，造成23人受伤，1人死亡。
1967年10月12日，捍联总围攻炮轰派据点哈一机厂，并动用了机枪、冲锋枪和炸药。造成5人死亡，100余人受伤。
1967年12月1日，两派代表在北京达成实现大联合的《十二条协议》。